# Idroscalo di Porto Corsini
L'Idroscalo di Porto Corsini fu una base aerea della Regia Marina italiana, operante dal 1916 sul litorale adriatico durante la prima guerra mondiale, a Porto Corsini, nel comune di Ravenna. Fu per alcuni mesi anche una Naval Air Station della United States Navy, operativa dal 25 luglio 1918 fino al termine delle ostilità. 
La base, distante 60 miglia nautiche dal porto di Pola, principale base navale austro-ungarica, era utilizzata da idrovolanti che decollavano ed atterravano dal porto canale della cittadina, in condizioni molto pericolose che più volte portarono al capottamento degli aerei in fase di atterraggio.

## Storia

### La base italiana
All'inizio del 1916 la stazione idrovolanti di Porto Corsini, sul Canale Candiano, era dotata con alcuni Borel e Breguet (la 12ª sezione idrovolanti della Regia Marina).
Dal 17 giugno 1917 arrivano 3 FBA Type H distaccati dalla 252ª Squadriglia.
Nell'agosto 1917 la stazione idrovolanti Miraglia dall'Isola di Sant'Andrea (Venezia) sposta a Porto Corsini una sezione con 2 piloti e nella stessa estate si chiama 12ª Sezione che al 15 agosto dispone di 4 FBA.
La 263ª Squadriglia viene creata a Porto Corsini il 10 novembre 1917, dalla 2ª Squadriglia Idrovolanti di Grado del Regio Esercito, dotata di FBA Type H e da 2 idrocaccia Macchi M.5 dopo lo scioglimento successivo alla Battaglia di Caporetto. Nel porto era di base anche una squadriglia di torpediniere della Regia Marina, che fu attaccata il giorno dell'entrata in guerra dell'Italia, il 24 maggio 1915, da un gruppo navale austriaco, con il cacciatorpediniere Scharfschütze che penetrò nel canale attaccando le fortificazioni terrestri e non riuscendo però a trovare l'hangar degli idrovolanti; ai danni subiti dalle installazioni a terra fecero da contraltare un colpo da 120mm a bordo della torpediniera Tb80, uno a bordo dell'incrociatore Novara e danni allo Scharfschütze. Gli idrovolanti a disposizione a marzo 1918 erano 11 FBA e 5 Macchi M5. Nel luglio 1918 sei idrovolanti della 263ª parteciparono al bombardamento su Pola. La squadriglia nel luglio 1918 fu sostituita dagli statunitensi, per tornarvi nel gennaio 1919, quando la Stazione idrovolanti torna alla Regia Marina.

### La NAS della US Navy

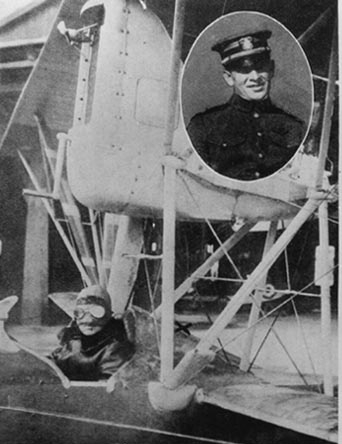
Un ufficiale pilota americano sul Macchi M.5

Dopo l'entrata in guerra degli Stati Uniti furono presi accordi con il governo italiano per una base aerea dell'Us Navy in territorio italiano e fu indicata Porto Corsini. Il 24 luglio 1918 arrivò un convoglio ferroviario della US Navy, con 331 tra ufficiali, sottufficiali e marinai e 260 tonnellate di materiali; il giorno dopo, la Naval Air Station veniva resa operativa, anche se gli statunitensi si lamentarono della scarsità delle dotazioni ed attrezzature lasciate dagli italiani, le stesse con le quali avevano operato gli idrovolanti della Regia Marina.
Sebbene aperta tardi, permise agli ufficiali piloti della marina statunitense, che si erano addestrati all'uso degli idrovolanti nella base italiana sul lago di Bolsena, di fare esperienza di combattimento contro gli austro-ungarici. Al comando della base venne designato il tenente di vascello Willis Haviland proveniente dalla Escadrille Lafayette operante in Francia e poi dalla base di Dunkerque (United States Naval Air Station Dunkirk); il simbolo dell'Aviazione Navale statunitense era una capra alata, da cui il nomignolo della base di goat island (isola delle capre).
Alla mezzanotte del 25 luglio gli austriaci davano il loro benvenuto con un attacco di sei velivoli che sganciarono 1200 kg di bombe, tutte lontane dal perimetro della base.
I piloti vennero addestrati su velivoli italiani, come gli idrocaccia Macchi M.3 e i Macchi L.1, ed impiegati in operazioni sia da soli che in concerto con aerei italiani di base a Venezia. Era intenzione degli statunitensi di impiegare i bimotori Curtiss HS2L, ma la loro apertura alare non gli permise di operare dal canale Candiano, e quindi si ripiegò sull'uso esclusivo di monomotori nei vari ruoli di ricognizione, caccia ed attacco; oltre ai Macchi vennero anche usati gli FBA Type H. L'11 agosto precipitò un Macchi M.5 con il pilota ed istruttore James L. Goggins, morto nell'impatto. Il 21 agosto 1918 la squadriglia di Porto Corsini venne impegnata in una missione di lancio di volantini su Pola, munita base navale con 114 cannoni antiaerei (nel 1918); i cinque caccia e i due bombardieri si avvicinarono alla città da quote diverse, in quanto i bombardieri non riuscivano a salire oltre gli 8.000 piedi (2.700 m circa) mentre i caccia volavano a 12.000 piedi. Allo sgancio dei volantini gli austriaci iniziarono un fuoco di contraerea e cinque caccia terrestri Albatros D.III si alzarono in volo. Nel duello aereo che ne seguì un Albatros venne abbattuto, ma anche un aereo statunitense venne colpito e costretto ad ammarare a circa 5 miglia dalla costa; il pilota di un altro caccia, guardiamarina Hammann, ammarò e recuperò il collega riuscendo a decollare nonostante l'aumento di peso; tornati alla base, Hammann riuscì ad imboccare correttamente lo stretto canale di Porto Corsini, ma l'aereo si appruò più del consentito e cappottò, ferendo i due piloti che però dopo pochi giorni rientrarono in servizio; ad Hammann venne conferita la Medal of Honor (la prima conferita ad un pilota della marina) ed una medaglia d'argento al valor militare italiana; in seguito gli verranno intitolati due cacciatorpediniere, USS Hammann (DD-412) della classe Sims e USS Hammann (DE-131) della classe Edsall.
Firmato il 4 novembre l'armistizio con l'Austria, il 15 novembre arrivò l'ordine di smobilitazione. Gli ultimi militari americani lasciarono Porto Corsini il 28 dicembre e il 4 gennaio 1919 si imbarcarono da Genova verso il loro paese.